# Hagaldhal, Kushtagi
Hagaldhal là một làng thuộc tehsil Kushtagi, huyện Koppal, bang Karnataka, Ấn Độ.